# Прібовце
Прібовце (словац. Príbovce) — село, громада округу Мартін, Жилінський край, регіон Турєц. Кадастрова площа громади — 5,97 км².
Населення 1113 осіб (станом на 31 грудня 2018 року). Протікає Блатницький потік.

## Історія
Прібовце згадується 1230 року.

## Населення
| Рік:            | 1994. | 2004.   | 2014.   | 2024.   |
| --------------- | ----- | ------- | ------- | ------- |
| Кількість осіб: | 972   | 1058    | 1084    | 1098    |
| Різниця:        |       | +8,84 % | +2,45 % | +1,29 % |

| Рік:            | 2023. | 2024.   |
| --------------- | ----- | ------- |
| Кількість осіб: | 1093  | 1098    |
| Різниця:        |       | +0,45 % |